# Humanistica Lovaniensia
Humanistica Lovaniensia, Journal of Neo-Latin Studies, ist eine internationale wissenschaftliche Fachzeitschrift für die Erforschung der neulateinischen Sprache und Literatur. Sie veröffentlicht sowohl Artikel über neulateinische Themen auf Latein, Englisch, Französisch, Deutsch, Italienisch und Spanisch als auch kritische Editionen von neulateinischen Texten mit Übersetzungen und Kommentaren. Überdies umfasst die Zeitschrift ein Instrumentum lexicographicum Neolatinum, ein Instrumentum bibliographicum Neolatinum sowie einen umfangreichen Index.
In Bd. 1 bis 16, von 1928 bis 1961 durch Mgr. Henry De Vocht herausgegeben, wurden Monographien über die Geschichte des Humanismus in Löwen, insbesondere in dem Collegium Trilingue, veröffentlicht. Ab Bd. 17 (1968) erscheinen die Humanistica Lovaniensia jährlich als Journal of Neo-Latin Studies. Herausgeber ist das Seminarium Philologiae Humanisticae der Katholieke Universiteit Leuven.
Verbunden mit dieser Zeitschrift sind die Supplementa Humanistica Lovaniensia (1978: Bd. 1), eine Reihe zur neulateinischen Forschung, in der Berichte, Ausstellungskataloge und kritische Textausgaben erscheinen.